# Ultramagnetic MCs
Ultramagnetic MCs est un groupe de hip-hop américain, originaire du sud du Bronx, dans l'État de New York. Originellement formé par Kool Keith, le groupe se compose de Ced Gee, TR Love, et Moe Love. Tim Dog devient un membre non-officiel en 1989. En 1990, DJ Jaycee est recruté. Un ancien membre, Rooney Roon, est renvoyé du groupe après avoir été inculpé pour agression. La légende du beatbox Rahzel s'implique également dans le groupe.

## Biographie
Ultramagnetic MCs est formé en 1984 dans le Bronx, à New York. Rooney Roon, un des membres fondateurs, est écarté du groupe avant même la sortie du premier album en raison de son incarcération. La seule trace discographique de ce dernier est l'EP Roon to Be Rowdey publié en 1984. Le premier single du groupe s'intitule To Give You Love, publié en 1985, sur le label Diamond International. Le buzz international du groupe démarre avec la publication de Ego Trippin', leur premier single vinyle sur le label Next Plateau Records en 1986. Il s'agit de la première chanson de hip-hop reprenant le breakdrum du titre Synthetic Substitution composé par Melvin Bliss, et l'une des chansons les samplées de tous les temps. D'autres singles comme Something Else et Space Groove se popularisent également sur la scène underground.
Leur premier album, Critical Beatdown, est publié en 1988, félicité par la presse spécialisée, et classé 57e du Top R&B/Hip-Hop Albums. Il est également considéré comme un incontournable de la culture hip-hop américaine des années 1980.
Par la suite, le groupe se sépare temporairement en 1990, et revient avec l'album Funk Your Head Up, le 17 mars 1992, sur le label Mercury Records.
Le 10 août 1993, le groupe publie son troisième album, The Four Horsemen qui se classe dans les charts américains.
À partir du milieu des années 1990, c'est surtout du très fantasque Kool Keith qui fait principalement parler de lui sur la scène hip-hop, ce dernier ayant comme particularité d'avoir plusieurs pseudonymes et de ne pas hésiter à fusionner les genres ; Dr. Octagon, Black Elvis, Dr. Doom sont les plus connus avec des albums encensés par la presse spécialisée. Depuis, Kool Keith dirige son propre label indépendant, et est sous contrat de distribution avec une grande maison de disques[Laquelle ?]. Son compère Tim Dog ne signe que trois albums au début des années 1990, notamment quelques brûlots anti-West Coast comme Fuck Compton ou Step to Me qui connaît un immense succès[réf. nécessaire].
En 2001, Ultramagnetic MCs publie un single, Make It Rain/Mix It Down qui annonce la future publication d'un nouvel album. Deux autres chansons, Baby, I'm Mad et Who Am I?, sont enregistrées mais non publiées. Le 9 décembre 2005, lors d'une interview dans l'émission de radio Late Nite Snax, Kool Keith confirme la réunion d'Ultramagnetic MCs et la publication d'un nouvel album. Le nouvel album d'Ultramagnetic MCs, Back to the Future—The Bronx Kings Are Back, est programmé pour 2006, mais plus tard renommé The Best Kept Secret et publié le 9 janvier 2007.
Le groupe joue sur scène au festival All Tomorrow's Parties en septembre 2011 d'Asbury Park, dans le New Jersey.

## Discographie

### Albums studio
- 1988 : Critical Beatdown
- 1992 : Funk Your Head Up
- 1993 : The Four Horsemen
- 2007 : The Best Kept Secret

### Compilations
- 1994 : The Basement Tapes 1984–1990
- 1996 : New York What Is Funky
- 1996 : Mo Love's Basement Tapes
- 1997 : The B-Sides Companion
- 1998 : Smack My Bitch Up